# کارملا (فیلم)
کارملا (انگلیسی: Carmela) فیلمی در ژانر درام به کارگردانی فلاویو کالتساوارا محصول سال ۱۹۴۲ است.

## بازیگران
- دوریس دورانتی در نقش Carmela Ferrari
- پل یاوور در نقش Il tenente Carlo Salvini
- آلدو سیلوانی در نقش Il dottor Giulio Cavagnetti
- اجیستو اولیویری در نقش Il sindaco
- آنا کاپودالیو در نقش La madre di Carmela
- بلا استراچه سائیناتی در نقش Mamma Ada, la fattuchierra
- Enza Delbi در نقش Teresita, la figlia del sindaco
- لولا براچینی در نقش La moglie del sindaco